# Nianga
Pour les articles homonymes, voir Nyanga.
Nianga, également orthographié Nyanga, est une ville du sud-ouest de la République du Congo, située principalement dans le département du Niari et est le chef-lieu du district portant ce même nom.